# Antonio González Orea
Antonio González Orea (Andújar, Jaén, 5 de agosto de 1925-8 de abril de 2004) fue un escultor español, doctor por la Universidad Complutense de Madrid y catedrático de universidad. En 1994 fue nombrado hijo predilecto de Andújar, y se creó la Bienal Internacional de Escultura al igual que el Museo de Artes Plásticas de dicha localidad, ambos con su nombre.
Fue profesor de Modelado, Dibujo Artístico e Historia del Arte en las Escuelas Profesionales de la Sagrada Familia de Andújar, así como en la Facultad de Bellas Artes de la Universidad de Granada.

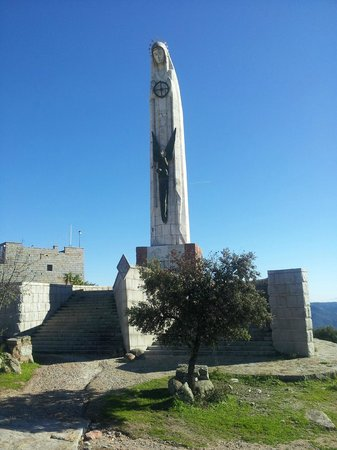
Virgen de la Paz (o del Silencio) en el entorno de la Basílica de Nuestra Señora de la Cabeza de Andújar.

Su producción llega a casi un centenar y medio de obras, destacando grandes monumentos al aire libre como el alusivo a La Batalla de las Navas de Tolosa (1976) en La Carolina (Jaén) o Nuestra Señora de la Paz (1959) en la Basílica y Real Santuario de la Santísima Virgen de la Cabeza de Andújar. Es coautor, junto a su discípulo Miguel Fuentes del Olmo, del Monumento a la Constitución Española (1983) en Andújar. Reseñable también su imaginería, siendo la Inmaculada del Silencio (1954), que actualmente se encuentra en el colegio Portaceli de Sevilla, una de las obras que más fama le dio.